# Let Us Prey
Let Us Prey to tytuł albumu koncertowego grupy Sol Invictus, nagranego podczas akustycznego koncertu w Londynie 4 kwietnia 1992 roku (zob. 1992 w muzyce). Płyta wydana w 1992 roku w oficynie Tursa.

## Spis utworów
1. Angels Fall
2. Fields
3. English Murder
4. In a Silent Place
5. Gold is King
6. Lonely Crawls the Night
7. Blood of Summer
8. Trees in Winter
9. World Turn Green
10. Like a Sword
11. Let Us Prey
12. The Killing Tide